# Mareba guérini
Mareba guérini är en insektsart som först beskrevs av Victor Antoine Signoret 1855.  Mareba guérini ingår i släktet Mareba och familjen dvärgstritar.
Artens utbredningsområde är Franska Guyana. Inga underarter finns listade i Catalogue of Life.